# پوکمون: اولین فیلم
پوکمون: نخستین فیلم (انگلیسی: Pokémon: The First Movie) یک انیمه ژاپنی ۱۹۹۸ فانتزی فانتزی ماجراجویی به کارگردانی کونیهیکو یویاما است.